# معالجة المعلومات الاجتماعية

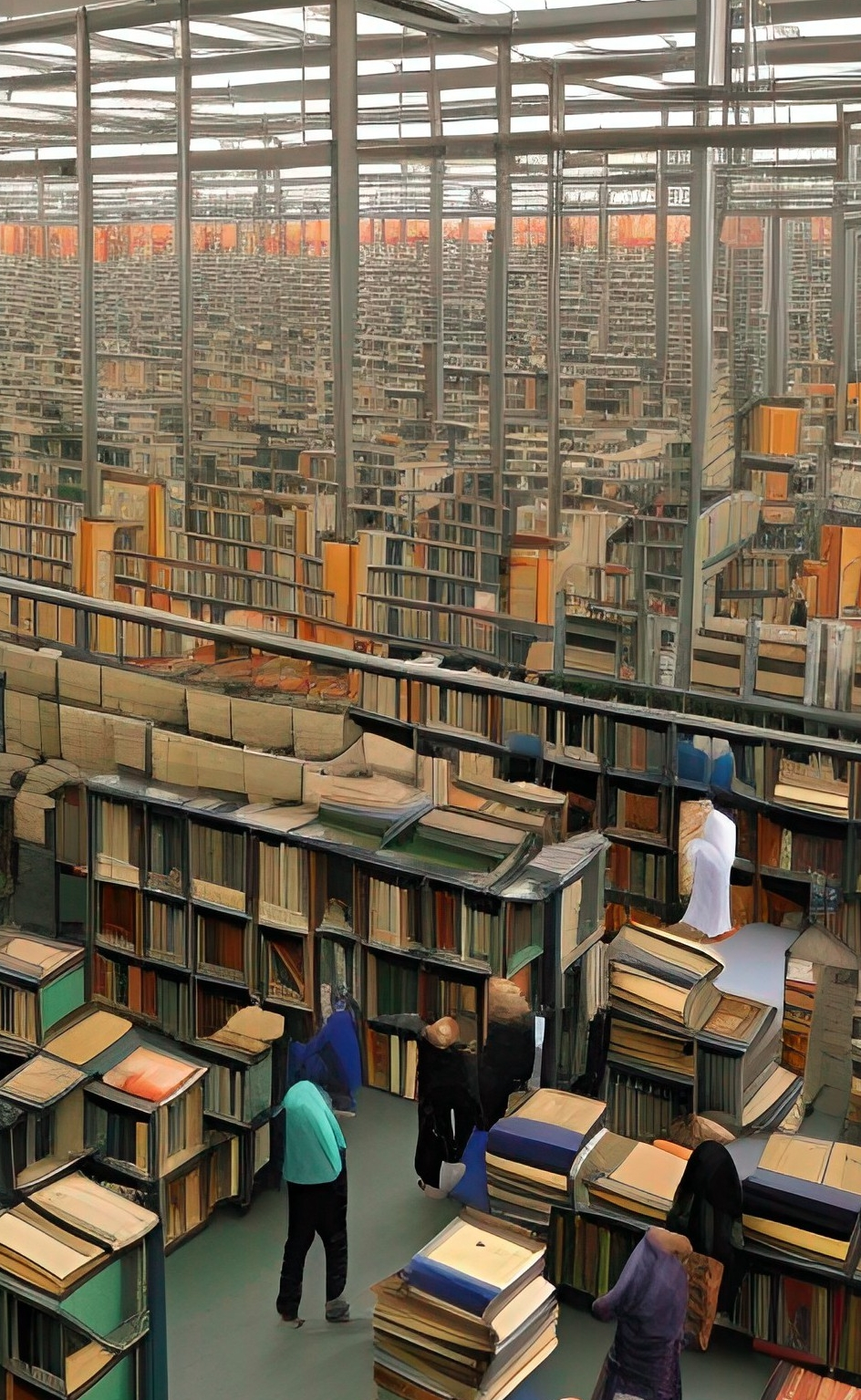
مجتمع المعرفة: دور معالجة المعلومات في تشكيل العلاقات الاجتماعية والاقتصادية

معالجة المعلومات الاجتماعية (بالإنجليزية: Social information processing)‏ هي «نشاط تقوم من خلاله الأعمال الإنسانية الجماعية بتنظيم المعرفة». فهي إنشاء وتجهيز المعلومات من قبل مجموعة من الناس. كمجال أكاديمي، فإن ل معالجة المعلومات الاجتماعية تدرس قوة معالجة المعلومات في الشبكات الأنظمة الاجتماعية.
وتستخدم عادة أدوات الكمبيوتر مثل:
- أدوات التأليف: على سبيل المثال، المدونات
- أدوات التعاون: على سبيل المثال، الويكي ، على وجه الخصوص، على سبيل المثال، ويكيبيديا
- ترجمة الأدوات: دولينجو ، ري كابتشا
- أنظمة الوسم: على سبيل المثال، ديليشس ، فليكر
- الشبكات الاجتماعية : على سبيل المثال، الفيسبوك ، ماي سبيس

على الرغم من أن أجهزة الكمبيوتر غالبا ما تستخدم لتسهيل التواصل والتعاون، إلا أنها ليست مطلوبة. على سبيل المثال، كان القاموس الثلاثي في عام 1982، مكتوبا تماما بالقلم، بالاعتماد على الشبكات الاجتماعية والمكتبات المجاورة. تم إنشاء قاموس أكسفورد الإنجليزي في القرن التاسع عشر إلى حد كبير بمساعدة المتطوعين المجهولين التي تنظمها اعلانات طلب المساعدة في الصحف.